# Лейк-Лорелей (Огайо)
Лейк-Лорелей (англ. Lake Lorelei) — переписна місцевість (CDP) в США, в окрузі Браун штату Огайо. Населення — 1172 особи (2020).

## Географія
Лейк-Лорелей розташований за координатами 39°11′26″ пн. ш. 83°58′16″ зх. д. / 39.19056° пн. ш. 83.97111° зх. д. (39.190589, -83.971020).  За даними Бюро перепису населення США в 2010 році переписна місцевість мала площу 6,35 км², з яких 5,70 км² — суходіл та 0,65 км² — водойми.

## Демографія
Згідно з переписом 2010 року, у переписній місцевості мешкало 1170 осіб у 449 домогосподарствах у складі 336 родин. Густота населення становила 184 особи/км².  Було 646 помешкань (102/км²).
Расовий склад населення:
| - 96,2 % — білих - 0,8 % — азіатів - 0,3 % — чорних або афроамериканців - 0,1 % — вихідців з тихоокеанських островів - 0,1 % — корінних американців |

До двох чи більше рас належало 2,1 %. Частка іспаномовних становила 1,0 % від усіх жителів.
За віковим діапазоном населення розподілялося таким чином: 23,7 % — особи молодші 18 років, 61,4 % — особи у віці 18—64 років, 14,9 % — особи у віці 65 років та старші. Медіана віку мешканця становила 44,0 року. На 100 осіб жіночої статі у переписній місцевості припадало 99,3 чоловіків;  на 100 жінок у віці від 18 років та старших — 99,8 чоловіків також старших 18 років.
Середній дохід на одне домашнє господарство  становив 62 830 доларів США (медіана — 53 835), а середній дохід на одну сім'ю — 72 005 доларів (медіана — 54 706). Медіана доходів становила 53 333 долари для чоловіків та 45 536 доларів для жінок. За межею бідності перебувало 12,4 % осіб, у тому числі 23,8 % дітей у віці до 18 років та 10,3 % осіб у віці 65 років та старших.
Цивільне працевлаштоване населення становило 440 осіб. Основні галузі зайнятості: освіта, охорона здоров'я та соціальна допомога — 28,6 %, виробництво — 20,9 %, науковці, спеціалісти, менеджери — 15,0 %.